# 角梨枝子
角 梨枝子（すみ りえこ、1928年3月7日 - 2005年10月12日）は、日本の女優。

## 来歴・人物
本名は角 泰枝（すみ やすえ）。広島県広島市翠町（現・南区）出身。父親は広島文理科大学数学教授だった。広島第一高女（現・広島皆実高校）を経て1945年、神戸女学院音楽部に進学したが、同年8月帰郷したおり被爆したため中退。1947年大阪音楽大学進学。翌1948年、初代・ミスヒロシマに選定され、東宝からスカウトされて映画界入り。豊田四郎監督の『エデンの海』の主役に抜擢されるが東宝争議により製作中止された。
同郷の杉村春子と親交があり、演技力をつけるため文学座の研究生として1年在籍。1949年、千秋実の薔薇座入り。同年、角の主演、豊田四郎の演出で『エデンの海』が新宿セントラル劇場で舞台化された。同じ年に藤本真澄プロデューサーが設立した藤本プロ初の専属女優として迎えられ、映画『妻と女記者』(新東宝）でデビューし『山の彼方に』等に出演。日本人離れした抜群のプロポーションとエキゾチックな美貌で注目を集め、主演スターとなった。

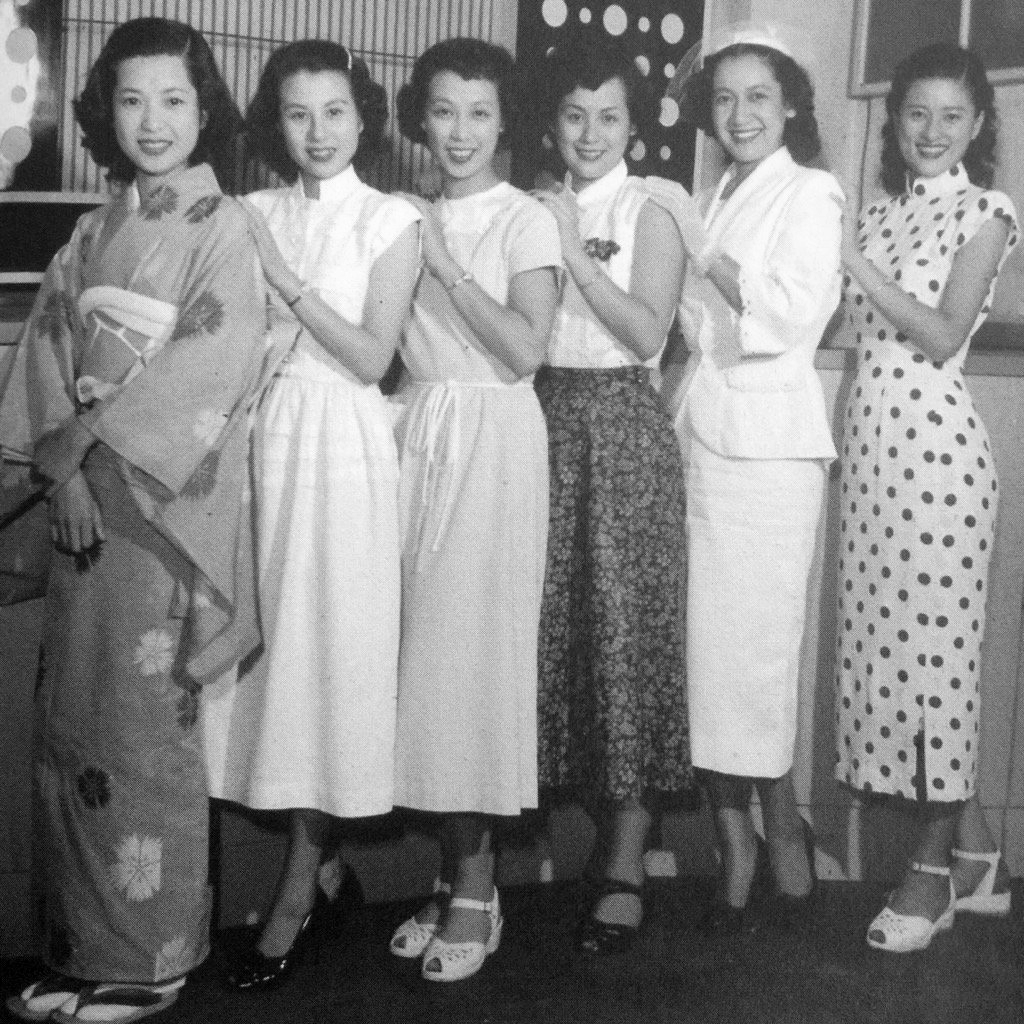
向かって左から若山セツ子、久我美子、淡島千景、角梨枝子、原節子、杉葉子（1951年）

1951年松竹に引き抜かれ、『恋文裁判』等に主演。1953年に主演した松竹第2回カラー映画『夏子の冒険』（三島由紀夫原作）は年間トップ４に入る大ヒットになり高い人気を得た。1954年には東宝『山の音』（成瀬巳喜男監督）に出演。また、林芙美子原作の名作を映画化した『放浪記』に主演。原作のアナーキーな迫力は無かったが、ほのぼのとした明るさで代表作とした。同年､新東宝に移籍し､『慈悲心鳥』に主演。
1956年には大映に移籍し、以降は脇に回り、60年代半ばまで活躍。1962年、吉村公三郎監督が広島の原爆禍を若尾文子主演で撮った『その夜は忘れない』に出演した。1965年、フリーとなり、テレビドラマ『ザ・ガードマン』、『キイハンター』などに出演したが、次第に仕事から遠ざかり、女優業を引退していた。
若原雅夫と灼熱の恋に燃え、伊豆の今井ヶ浜で二人っきりのバカンスを送ったこともあったが、その後は実業家に嫁いで平々凡々の生活を送った。
2005年10月12日、心不全のため東京都目黒区内の病院で死去。享年77。

## 主な出演作品

### 映画
- 妻と女記者（1949年）
- 山のかなたに（1950年）
- 七色の花（1950年）
- とんかつ大将（1952年）
- 本日休診（1952年）
- 夏子の冒険（1953年）　初のカラー映画出演
- 山の音（1954年、原作：川端康成）
- 放浪記（1954年、原作：林芙美子）
- 柳生連也斎 秘伝月影抄（1956年）
- 永すぎた春（1957年）
- 白鷺（1958年、カンヌ国際映画祭特別表彰受賞作品）
- 薔薇の木にバラの花咲く（1959年、原作：芝木好子）
- 千代田城炎上（1959年）
- 痴人の愛（1960年、原作：谷崎潤一郎）
- その夜は忘れない（1962年）
- 第三の影武者（1963年）
- 剣（1964年）
- 花実のない森（1965年、原作：松本清張）
- みな殺しの霊歌（1968年）

### テレビドラマ
- グッド・バイ（1960年、KRテレビ）
- ザ・ガードマン（大映テレビ室、TBS）
第12話「夜は二つの顔」（1965年）
第238話「女がライバルを殺す方法」（1969年）
第266話「団地・マイホーム殺人」（1970年）
第273話「怪談・ミイラ墓の幽霊」（1970年）
- 愛よふたたび（1967年、フジテレビ系） - 野中初音
- キイハンター（TBS、東映）
- プレイガール（東京12チャンネル、東映）
第42話「スリラー 血ぬられた女の館」（1970年） - 上原夫人
第79話「スリラー 浴室の死美人」（1970年） - 丈子
第104話「スリラー 死神からの脅迫状」（1971年） - 高瀬夫人
第143話「スリラー 女は黙って嘘をつく」（1971年） - 淑子
第192話「裸の女に手を出すな」（1972年） - 君子
第228話「怪談 美女の亡霊が欲情に燃えた」（1973年） - 綾江
第251話「なんで私を裸で殺すの?!」（1974年） - たき子
- 徳川おんな絵巻（1970年-1971年、フジテレビ系）
- 千葉周作 剣道まっしぐら（1970年-1971年、TBS）- お加代
- 特別機動捜査隊（NET、東映）
第453話「狙え!事件記者」（1970年） - 絹子
第506話「銭に生きる女」（1971年） - 弥生
第518話「わが道を行く」（1971年） - 律子
第582話「消えゆく灯」（1972年） - ちとせ
第642話「女ざかりの女」（1974年） - 昌子
- バーディー大作戦（TBS、東映）
第25話「結婚サギ師の華麗な冒険」（1974年）
第38話「結婚前夜! 吹雪の中の殺人」（1975年）
- プレイガールQ（東京12チャンネル、東映）
第6話「裸のままでさようなら」（1974年） - 戸村銀子
第64話「女の勝負は裸で迫る」（1976年） - 八重